# Rheomys thomasi
Rheomys thomasi es una especie de roedor de la familia Cricetidae.

## Distribución geográfica
Se encuentra en El Salvador, Guatemala, y México. 